# Tamara (Automarke)
Tamara war eine niederländische Automarke.

## Unternehmensgeschichte
Herman Deege und Gert de Winter begannen 1968 mit der Produktion von Automobilen. 1976 endete die Produktion nach etwa 20 hergestellten Exemplaren.

## Modelle
Das einzige Modell war ein Buggy. Der Prototyp basierte auf einem ungekürzten Fahrgestell vom VW Käfer. In der Serienausführung wurde das VW-Fahrgestell um 39 cm gekürzt. Die Karosserie bestand aus Kunststoff.